# São Bento do Norte
São Bento do Norte è un comune del Brasile nello Stato del Rio Grande do Norte, parte della mesoregione del Central Potiguar e della microregione di Macau.